# Biskupi Bordeaux
Lista biskupów i arcybiskupów Bordeaux.

## Wczesne średniowiecze
Biskupstwo zostało założone przez Konstantyna I Wielkiego na synodzie w Arles w 314. Pierwszym biskupem był Oriental.
- Święty Delfin z Bordeaux 380-404
- Święty Amand z Bordeaux 404-410
- Święty Seweryn z Cologne 410-420
- Święty Amand z Bordeaux 420-431 lub 432
- Gallicien od 451
- Emile od 475
- Cyprien 485 - 511
- Leon I Stary od 520
- Leon II Młody 542 - 564
- Bertrand 566 - po 585
- Gondégisile 589
- Nicaise VII - VIII wiek
- Arnegisile VII - VIII wiek
- Antoni VII - VIII wiek
- Fronton VII - VIII wiek
- Verevulph VII - VIII wiek
- Sicaire 816 - po 825
- Adelelme 829 - po 848
- Frotaire 860 - 876
- Adelbert od 940
- Gotfryd I po 982

## Późne średniowiecze
- Gombaud 989 - 978
- Séguin 1000 - ok. 1015
- Arnaud po 1022
- Islon z Saintes 1022–1026
- Gotfryd II 1027–1043
- Archambaud z Parthenay 1047–1059
- Andron 1059
- Joscelin z Parthenay 1060–1086
- Amat d’Oloron 1088–1102
- Arnaud Géraud z Cabnac 1103–1130
- Gérard d’Angoulême (de Blaye) 1131–1135
- Gotfryd III 1135–1158
- Raimond z Mareuil 1158–1160
- Hardouin 1160–1162
- Bertrand z Montault 1162–1173
- Guillaume Le Templier 1174–1187
- Hélie z Malemort 1188–1207
- Guillaume Amanieu Genewski 1207–1227
- Géraud z Malemort 1227–1261
- Pierre z Roncevault 1262–1270
- Simon z Rochechouart 1275–1280
- Guillaume III 1285–1287?
- Henryk Genewski 1289–1296
- Boson de Salignac 1296–1300
- Bertrand de Got 1300–1305 papież Klemens V
- Arnaud z Canteloup 1305
- Arnaud z Canteloup 1306–1332
- Pierre de Luc 1332–1345
- Amanieu z Cazes 1344–1348
- Bernard z Cazes 1348–1351
- Amanieu de La Mothe 1351–1360
- Filip z Chambarlhac 1360–1361
- Hélie z Salignac 1361–1378
- Guillaume IV 1378–1379
- Raimond Bernard z Roqueis 1380–1384
- François z Benévent 1384–1389
- François Hugotion z Aguzzoni 1389–1412
- David z Montferrand 1414–1430
- Pey Berland 1430–1456
- Blaise Régnier z Gréelle 1456–1467
- Arthur z Montauban 1467–1478
- André d’Espinay 1478–1500

## Czasy nowożytne
- Jean z Foix 1501–1529
- Gabriel z Gramont 1529–1530
- Charles z Gramont 1530–1544
- Jean du Bellay 1544–1553
- Jean z Montluc 1550
- François z Mauny 1553–1558
- Jean du Bellay 1558–1560
- Antoine Prévost z Sansac 1560–1591
- Jean Le Breton 1592–1599
- François d'Escoubleau z Sourdis 1599–1628
- Henri d'Escoubleau z Sourdis 1629–1645
- Henri z Béthune 1646–1680
- Louis d’Anglure z Bourlémont 1680–1697
- Armand Bazin de Bezons 1698–1719
- François Élie de Voyer de Paulmy d’Argenson 1719–1728
- François Honoré de Casaubon de Maniban 1729–1743
- L.-Jacques d’Audibert de Lussan 1743–1769
- Ferdinand-Maximillien Mériadec de Rohan-Guéméné 1769–1781
- Jérôme Champion de Cicé 1781–1802

## Francja Rewolucyjna
- Pierre Pacareau 1791-1797 administrator
- Dominique Lacombe 1797-1801 administrator

## Arcybiskupi
- Charles François d’Aviau du Bois de Sansay 1802–1826
- Jean-Louis Lefebvre de Cheverus 1826–1836
- François Auguste Ferdinand Donnet 1837–1882
- François de La Bouillerie 1872–1882
- Aimé-Victor-François Guilbert 1883–1889
- Victor-Lucien-Sulpice Leçot 1890–1908
- Pierre-Paulin Andrieu 1909–1935
- Maurice Feltin 1935–1949
- Paul Richaud 1950–1968
- Marius Maziers 1968–1989
- Pierre Étienne Louis Eyt 1989–2001
- Jean-Pierre Ricard 2001–2019
- Jean-Paul James (od 2019)